# Brian Clough
 (juillet 2015).
Si vous disposez d'ouvrages ou d'articles de référence ou si vous connaissez des sites web de qualité traitant du thème abordé ici, merci de compléter l'article en donnant les références utiles à sa vérifiabilité et en les liant à la section « Notes et références ».
Brian Howard Clough (21 mars 1935 à Middlesbrough, Angleterre — 20 septembre 2004 à Derby, Angleterre) est un footballeur puis entraîneur anglais. Il est officier de l'Ordre de l'Empire britannique.
C'est surtout pour sa carrière d'entraîneur qu’il est reconnu. Gagnant le championnat anglais avec deux clubs différents, Derby County et Nottingham Forest, dans les années 1970, il a également remporté la Coupe d'Europe des clubs champions avec Nottingham Forest, en 1979 et en 1980, pour les deux premières participations du club à la plus prestigieuse des compétitions européennes.
Il fait partie des quatre entraîneurs à avoir remporté le championnat d'Angleterre avec deux clubs différents (avec Tom Watson, Herbert Chapman, et Kenny Dalglish).

## Biographie
Comme joueur, il était néanmoins un avant-centre remarquable : il a inscrit 204 buts en 222 matches en D2 anglaise pour Middlesbrough entre 1952 et 1961. Son talent était énorme mais son ego aussi. Lors de sa première saison, et à seulement 17 ans, il a demandé un transfert de Middlesbrough se plaignant de la mauvaise qualité de ses coéquipiers et du manque d'ambition du club. Il est devenu capitaine de l’équipe plus tard, mais non sans que ses coéquipiers lancent un mouvement de grève pour le faire limoger. 
Toute sa vie, Clough n’a jamais laissé les gens indifférents et pendant ses moments difficiles à Middlesbrough, il a pu compter sur son amitié avec le gardien Peter Taylor, futur partenaire dans ses triomphes en tant que manager. 
Il est parti de Middlesbrough en 1961 pour Sunderland, une équipe de D2 vouée à de plus hautes ambitions.

### Une carrière brutalement stoppée
Le 26 décembre 1962, lors du traditionnel Boxing Day en Angleterre, au Roker Park de Sunderland, la 19e journée de deuxième division anglaise voit s’opposer Sunderland à Bury. Clough se blesse au genou. Il mettra près de 6 mois avant de pouvoir marcher à nouveau. Il est revenu jouer ses premiers matches de D1, deux ans après cette blessure, mais son retour a duré 3 matchs. Sa carrière de joueur se termine définitivement en 1964[réf. nécessaire].

### « Un choix par défaut »
À la suite de sa blessure, il commence par entraîner les jeunes de Sunderland. Puis lorsqu’il obtient ses diplômes d’entraîneur, il part pour Hartlepool en 1965, un club qui lutte pour un maintien en 4e division. Il est accompagné de son ami et ancien coéquipier Peter Taylor, qu’il a connu à Middlesborough. Taylor sera l’adjoint de Clough, qui a de grandes ambitions pour ce club qui semble pourtant condamné à la relégation. Clough fait office d’homme a tout faire, il s’occupe de la pelouse, de l’entretien du vestiaire, et va même jusqu’à payer le salaire de quelques-uns de ses joueurs. Au cours de sa première saison, il hisse le club à la 8e place. Il se met déjà en conflit avec son président qu’il accuse de ne pas assez s’impliquer. Le président menace de licencier Clough, mais il tient bon. Et c’est finalement le président qui démissionne. Après une seconde saison similaire, où Hartlepool finit a la 4e place, le nom de Brian Clough prend de l’ampleur dans la sphère du football Anglais. À la fin de la saison 66-67, il est alors contacté par Derby County, un club qui est en 2e division.

### La gloire pour « la plus grande gueule du football anglais »
Il décroche le titre de 2e division au bout de sa 2e saison au club. L’équipe de Derby surprend tout le monde lors de sa première année en 1re division. En effet, le jeu qu’elle pratique est aux antipodes du jeu typique anglais des années 1970[réf. nécessaire]. Derby joue les premiers rôles en 1re division et décroche le titre en 1972. En conflit constant avec leur président, Peter Taylor et lui se voient obligés de démissionner de Derby County à l’issue de la saison 1973-1974.

### Chute à Leeds United
Clough est nommé entraîneur de Leeds à l’aube de la saison 1974-1975. Il est pourtant détesté par ce club et déteste lui-même ce club[réf. nécessaire]. Il restera seulement 44 jours à la tête de Leeds (particularité qu'il partage avec Jock Stein), pour un bilan de 3 défaites (dont 1 au Charity Shield face à Liverpool), 1 match nul et 1 victoire. En conflit avec le président, les joueurs, les supporters et toute la ville, il est limogé. Il masquera sa déception en déclarant : « C’est un jour terrible… pour Leeds United ». Clough est d’autant plus touché qu’il postulait pour le poste de sélectionneur de l’équipe nationale, poste qui lui a été refusé : « Je suis sûr que les responsables de la fédération anglaise se sont dit que s’ils me confiaient la sélection nationale, je voudrais tout contrôler. Ça prouve qu’ils étaient plutôt malins, parce que c’est exactement ce que j’aurais fait ». Plus personne ne croit en Clough, les médias ont annoncé son licenciement de Leeds comme la fin de sa carrière d’entraîneur. Au passage, il touche près de 100.000£ pour son limogeage (une somme considérable à l’époque).

### Renouveau et consécration à Nottingham Forest

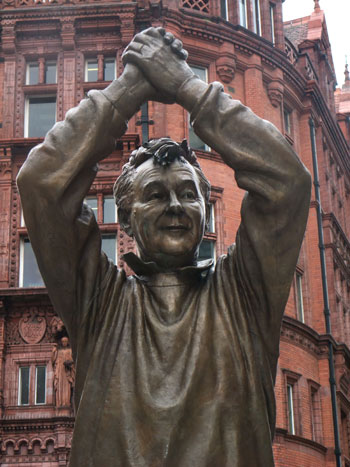
Statue de Brian Clough à Nottingham.

Il restera une saison au chômage avant de prendre les rênes de Nottingham Forest lors de la saison 1975-1976. Il arrive alors que le club lutte pour un maintien en 2e division. Il termine sa première saison à la 8e place, et la deuxième à la 3e place, synonyme de montée en 1re division puis Nottingham Forest est champion d’Angleterre à l’issue de la saison 1977-1978. La saison suivante, pour la première participation de Nottingham Forest à la Coupe d’Europe des clubs champions (devenue Ligue des champions), Clough mène son équipe jusqu’à la finale, qu’elle remportera. En championnat Forest enchaîne 42 matchs sans défaite. Ce record ne sera battu qu'en 2004 par Arsenal. Cette saison 1978-1979 fut quasi parfaite puisque Nottingham termina la saison à la 2e place, juste derrière Liverpool. L’année suivante, Nottingham récidive et remporte une deuxième fois d’affilée la Coupe d’Europe. Durant toute la décennie suivante, Clough réussit à maintenir Nottingham Forest dans la première moitié du classement chaque saison. 
En 1982, il se fâche avec Peter Taylor. Ce dernier deviendra coach de Derby County. Ils ne se serreront plus la main lorsque leurs équipes se rencontreront. Sans son adjoint, Clough emmènera encore son équipe à la troisième place du championnat et à une demi-finale de la coupe de l'UEFA 1983-1984. Son équipe sera éliminée contre Anderlecht. Une enquête démontrera par la suite que l'arbitre du match avait obtenu un prêt de 300.000 francs d'un certain Constant Vanden Stock, président du club belge[réf. nécessaire]. Nottingham termine encore troisième en 1988 et remporte la Coupe de la Ligue en 1989. Il démissionnera de son poste à l’issue de la saison 1992-1993, officiellement en raison de son âge avancé (57 ans), mais aussi à cause des rumeurs concernant son alcoolisme et des dividendes reçus sur différents transferts. Il prend alors sa retraite. Nottingham est relégué en 2e division à l'issue d'une défaite à Sheffield United. Il est resté en tout 18 saisons au club. Ce record de longévité ne sera battu que par Alex Ferguson et Arsène Wenger.
Partout où il est passé, Clough n’a jamais laissé personne indifférent. Tout ce qu’il faisait était en total désaccord avec le conformisme anglais de l’époque. Que cela soit par son tempérament explosif, son charisme, son habileté à manipuler les journalistes ou ses déclarations incisives, il s’est toujours mis en avant dans les médias. Sur le plan sportif, tous les clubs où il est resté au moins une saison connurent des réussites sans précédent. Il a mené deux clubs de 2e division au titre en moins de trois saisons, et a remporté deux coupes d’Europe. Sa réussite, son ego et son caractère sont semblables à ceux de José Mourinho, que l’on qualifie d’ailleurs de « Brian Clough du football moderne »[réf. nécessaire]. 
Il meurt à Derby, le 20 septembre 2004.

## Une philosophie de jeu

### Un entraîneur opposé aukick & rush
Dans les années 1970, c'est l'âge d'or du football anglais, mais c'est aussi une époque dominée par quatre approches du football radicalement différentes, lesquelles mèneront au football moderne :
1. début des années 1970 : le « football champagne » du Brésil, avec Pelé, Jairzinho et la génération dorée ;
2. 1970-1974 : le football total de Johan Cruijff et de Rinus Michels ;
3. milieu des années 1970 : le réalisme allemand, avec le Bayern Munich de Franz Beckenbauer, basé sur une défense solide et un physique irréprochable ;
4. fin des années 1970 : le jeu de style direct à l'anglaise : le kick & rush, spécialisé dans l'art de la contre-attaque, de nombreuses chandelles et des transversales nombreuses.

Brian Clough demandait plutôt à ses équipes (Derby County notamment) de jouer avec le ballon à terre et de façon constructive. Avec son tempérament explosif et séditieux, ce personnage, prisé des médias et des milieux populaires, se démarquait de l'establishment footballistique. Il en était, semble-t-il, de même dans sa conception du jeu face au conformisme britannique de l'époque. Il est un adepte du football total.

### Un admirateur de Shankly
Clough appréciait particulièrement Bill Shankly, mythique entraineur de Liverpool. Dans son édition du 26 décembre 2015, "l'Équipe" relate une légende qui voudrait que Clough aurait fait intervenir Shankly dans le vestiaire de Nottingham Forest, à l’été 1977, lors d'une rencontre à Everton. Personne n’avait le droit d’entrer dans le sanctuaire du vestiaire, pas même le président de Forest, mais Shankly, oui, bien sûr. « Entrez, je suis ravi de vous voir, lance Clough. J’étais justement en train de leur passer un savon, de leur dire à quel point leur match a été pauvre, mais je pense que vous devriez le faire. » Clough s’assied alors au milieu des joueurs, et pendant quinze minutes, Shankly, la légende de Liverpool, parle aux joueurs de Forest, tout juste promus en D1. « Gardez les pieds sur terre, mais ne vous contentez pas de jouer en Première Division. Allez la gagner. » Ce qu’ils ont fait.

## Vie privée
Brian Clough a connu des problèmes d’alcoolisme, longtemps caché. Un jour, à la télévision, le célèbre présentateur Michael Parkinson le sermonne : « Tu ne devrais pas apparaître dans cet état-là...
- De quoi as-tu peur ?
- Que tu te donnes en spectacle. 
- Mais j’ai fait ça toute ma vie!”
Il essayera d’en plaisanter. « Je connais plein de gens qui prétendent qu’au lieu de marcher sur l’eau j’aurais dû en mettre un peu plus dans mon verre. Ils ont parfaitement raison. » Après sa greffe du foie, en janvier 2003, il sourit : « J’espère qu’ils ne m’ont pas donné celui de George Best. » Il sera emporté par un cancer de l’estomac le 20 septembre 2004.
Son fils Nigel Clough a eu lui aussi une carrière de footballeur professionnel. Il a été formé à Nottingham Forest et a notamment joué à Liverpool entre 1993 et 1996. Il compte également 15 sélections en équipe nationale. Il suit actuellement les traces de son père puisqu’il est entraîneur du Mansfield Town Football Club, sans pour autant connaître la même réussite que son géniteur. Dans les années 2000 et 2010, le club évolue régulièrement en 2e division, tout comme Nottingham Forest et Leeds United.

## Hommages et postérité
Un livre de David Peace intitulé 44 jours relate le passage de Brian Clough comme manager de Leeds United. Tom Hooper (Le Discours d'un roi) en a réalisé l'adaptation cinématographique en 2009 : The Damned United.
En 2005, la portion de route (A 52) qui relie Derby à Nottingham est rebaptisée « Brian Clough Way ».
Des statues de Brian Clough ont été érigées à Nottingham, Derby et Middlesbrough.

## Citations célèbres
- « C'est sans doute d'avoir voulu dire à tout le monde à quel point j'étais bon. Je savais que j'étais le meilleur, mais j'aurais dû faire profil bas. De toute façon, les gens auraient bien fini par s'en rendre compte par eux-mêmes... » - Interrogé sur la plus grosse erreur de sa carrière, selon lui.
- « On a discuté pendant vingt minutes et on a décidé que j'avais raison. » - Sur l'intérêt de faire participer les joueurs aux décisions.
- « Quiconque réussit à faire autre chose à Leicester que se jeter dans le vide est un génie. » - Sur un entraîneur ami qui avait gagné trois matches de suite avec les Foxes.
- « La démission, c'est pour les Premiers ministres et ceux qui se font prendre avec le pantalon sur les chevilles, pas pour moi. »
- « Rome ne s'est pas faite en un jour. Mais je ne m'en occupais pas. »
- « Dis-lui qu'il s'appelle Pelé et qu'il joue avant-centre pendant les dix dernières minutes. » - A son kiné, un jour que son défenseur Stuart Pearce était K.-O., à Forest.
- « Les joueurs font perdre les matches, pas la tactique. Il y a tant d'âneries sur la tactique, de gens qui ne savent même pas comment gagner aux dominos... »
- « La rivière Trent (qui traverse Nottingham) est très belle, je le sais parce que j'ai marché dessus pendant dix-huit ans. »
- « Je n'ai frappé Roy Keane (joueur de Forest entre 1990 et 1993) qu'une fois. Il s'est relevé, donc je n'avais pas dû cogner très fort. »
- « Je ne dirais pas que j'étais le meilleur entraîneur dans le métier. Mais j'étais dans le Top One. »
- « Si Dieu avait voulu qu'on joue dans les nuages, il aurait mis de la pelouse là-haut. »
- « John Robertson n'était vraiment pas très beau. Quand je me sentais un peu déprimé, je m'asseyais à côté de lui. Comparé à lui, j'étais Errol Flynn ! En revanche, quand on l'envoyait sur le terrain, il devenait un véritable artiste. C'était le Picasso du football anglais. » - À propos de son ailier écossais, auteur du but contre Hambourg en finale de la C1 1980.
- Un jour qu’un confrère entraîneur entre dans son vestiaire pour le saluer, au moment où il écoute son chanteur préféré, Clough lui lance : « Tu sais que Sinatra m’a rencontré ? »

## Palmarès

### Palmarès de joueur
- 2 sélections et 0 but avec l'équipe d'Angleterre en 1959[4]

### Palmarès d'entraîneur
- Vainqueur de la Coupe d'Europe des clubs champions en 1979 et 1980
- Vainqueur de la Supercoupe de l'UEFA en 1979
- Champion d'Angleterre en 1972 et 1978
- Vainqueur de la Coupe de la Ligue anglaise en 1978, 1979, 1989, 1990

#### Distinctions personnelles
- 3e meilleur entraîneur de tous les temps par ESPN: 2013[5]
- 15e meilleur entraîneur de tous les temps par France Football: 2019[6],[7],[8]
- 17e meilleur entraîneur de tous les temps par World Soccer: 2013[9],[10]